# Manuel Nin
Manuel Nin i Güell (El Vendrell, 20 agosto 1956) è un vescovo cattolico spagnolo, dal 2 febbraio 2016 vescovo titolare di Carcabia ed esarca apostolico di Grecia.

## Biografia
Manuel Nin è nato a El Vendrell il 20 agosto 1956.

### Formazione e ministero sacerdotale
Ha compiuto gli studi primari nella sua città natale e quelli secondari al collegio "La Salle" di Reus.
Dopo aver completato gli studi, il 20 settembre 1975 è entrato nell'abbazia di Montserrat dove è stato accolto come novizio nell'aprile successivo. Il 26 aprile 1977 ha emesso i voti religiosi temporanei e il 18 aprile 1980 quelli perpetui. Ha quindi iniziato gli studi per la laurea in teologia presso la scuola teologica dell'abbazia di Montserrat. Ha concentrato la sua formazione sulle lingue latina, greca e siriaca.
Nel 1984, dopo aver completato il primo ciclo di studi, è stato mandato a studiare a Roma dove ha conseguito la licenza in patristica presso l'Istituto Patristico Augustinianum. Ha seguito corsi aggiuntivi presso il Pontificio istituto orientale e il Pontificio istituto liturgico, continuando allo stesso tempo la sua formazione monastica presso il Pontificio ateneo Sant'Anselmo, il centro internazionale di studi dell'Ordine di San Benedetto. Nel 1987 ha terminato gli studi ed è ritornato nella sua comunità monastica. Gli è stato assegnato l'incarico di docente di teologia, patristica e di introduzione alla liturgia cristiana orientale.
Nel 1989 è tornato a Roma per conseguire il dottorato. Alla fine del 1991 ha terminato di elaborare uno studio su di uno scrittore spirituale greco del V o VI secolo, intitolato "Giovanni il Solitario: i cinque discorsi sulle beatitudini". Nel gennaio successivo lo ha difeso con successo e ha conseguito il titolo. È quindi rimasto a Roma dove ha operato come docente presso il Pontificio ateneo Sant'Anselmo e la Pontificia Università della Santa Croce.
Nel 1994 è stato nominato consultore della Congregazione per le Chiese orientali. Nel gennaio del 1996, pur essendo ancora un fratello laico, è stato nominato direttore spirituale del Pontificio collegio greco di Sant'Atanasio, presso il quale ha preso residenza. In quel periodo ha deciso di prendere gli ordini sacri e il 22 novembre 1997 è stato ordinato diacono a Roma. Il 18 aprile dell'anno successivo è stato ordinato presbitero dall'arcivescovo Lluís Martínez Sistach. L'anno successivo il vescovo melchita Boutros Mouallem lo ha nominato archimandrita. Nel 1999 è stato nominato rettore del Pontificio collegio greco di Sant'Atanasio.
In seno al suo ordine è stato primo assistente dell'abate presidente della Congregazione sublacense cassinese.

### Ministero episcopale
Il 2 febbraio 2016 papa Francesco lo ha nominato esarca apostolico di Grecia e vescovo titolare di Carcabia. Ha ricevuto l'ordinazione episcopale il 15 aprile successivo nella basilica di San Paolo fuori le mura a Roma dall'esarca apostolico emerito di Grecia Dīmītrios Salachas, co-consacranti l'arcivescovo di Atene Sevastianos Rossolatos e l'eparca di Lungro Donato Oliverio.
È stato consultore dell'Ufficio delle celebrazioni liturgiche del sommo pontefice e membro della commissione liturgica della Congregazione per le Chiese orientali.

## Genealogia episcopale
La genealogia episcopale è:
- Cardinale Scipione Rebiba
- Cardinale Giulio Antonio Santori
- Cardinale Girolamo Bernerio, O.P.
- Arcivescovo Galeazzo Sanvitale
- Cardinale Ludovico Ludovisi
- Cardinale Luigi Caetani
- Cardinale Ulderico Carpegna
- Cardinale Paluzzo Paluzzi Altieri degli Albertoni
- Papa Benedetto XIII
- Papa Benedetto XIV
- Cardinale Enrico Enriquez
- Arcivescovo Manuel Quintano Bonifaz
- Cardinale Buenaventura Córdoba Espinosa de la Cerda
- Cardinale Giuseppe Maria Doria Pamphilj
- Papa Pio VIII
- Papa Pio IX
- Cardinale Raffaele Monaco La Valletta
- Cardinale Francesco Satolli
- Cardinale Dennis Joseph Dougherty
- Arcivescovo Gerald Patrick Aloysius O'Hara
- Vescovo Joseph Schubert
- Cardinale Alexandru Todea
- Cardinale Lucian Mureșan
- Vescovo Mihai Cătălin Frățilă
- Vescovo Dīmītrios Salachas
- Vescovo Manuel Nin, O.S.B.